# شلالة العذاورة
الشلالة العذاورة هي المدينة او البلدية التابعة لإقليم دائرة شلالة العذاورة ولاية المدية الجزائرية، وهي عروس التيطري ومدينة الشلالات. تبعد عن مقر الولاية بمسافة 100 كلم إلى الجنوب الشرقي و140 كلم جنوب الجزائر العاصمة. أطلق عليها الفرنسيون اسم ماجينو (maginot) خلال فترة الاستعمار. يبلغ ارتفاعها عن مستوى سطح البحر بحوالي 1100 م. 

مدينة الشلالة

## أصل التسمية
سميت بالشلالة لكثرة الينابيع والشلالات التي كانت معروفة بها منذ عهد الرومان
كانت تسمى بلاد الشلالات ، أو حصن الشلالات كما قال بعضهم، والمؤكد أنها شلالات العذاورة، والشلالة اختصارا. وقد نسبت لقبائل العذاورة (وهي من أعرق القبائل إضافة إلى تاريخها الثوري المشرف)التي أقامت بها بعد سقوط آشير إحدى عواصم بني زيري التي تبعد عن الشلالة حوالي 10 كلم غرباً على الطريق الوطني رقم 60 نحو قصر البخاري. أثناء فترة الاستعمار الفرنسي عرفت المدينة باسم ماجينو (Maginot) لكن مالبثت أن استعادت اسمها من جديد بعد الاستقلال متخذة شعار «عيوني شلالة وناسي رجالة».

## التاريخ
كانت تسمى مدينة الشلالات. لكثرة الينابيع والشلالات التي كانت معروفة منذ عهد الرومان.
توجد بالمدينة آثار من عهد الرومان والأتراك في حالة يرثى لها، منها آثار لحامية عسكرية ومقبرة رومانية بالجنوب الغربي قرب منبع عين الشلالة.
تحافظ المدينة الحالية على الطراز الإسلامي في بناياتها. من أحيائها الكبرى حي كاف الطير وحي الزعترية. ومن أعلامها محمد بن قويدر رئيس فرقة الخيالة في دولة الأمير عبد القادر والوزير الأسبق في حكومة هواري بومدين مصطفى الأشرف وبولبداوي المختار.
اكتشف عمال عسكريين قبور في عام 1885 وكان قد أرسلهم العقيد فيكس، قائد المقاطعة.
ممايدل على وجود تجمع سكاني. وهناك بقايا رومانية تتمثل في مقبرة وآثار لحامية عسكرية (قلعة) بالجنوب الغربي للمدينة قرب منبع عين الشلالة.
الشلالة مدينة أثرية طمست جل معالمها تحت المدينة الحالية وخاصة وسط المدينة (حي أول نوفمبر).

### ما قبل التاريخ
يقول بعض المؤرخين أن المنطقة كانت آهلة بالسكان منذ عصور ما قبل التاريخ وقد عثر بضواحي المدينة على العديد من الآثار التي تدل على وجود سكان بالمنطقة منذ حوالي ثمانية آلاف أو عشرة آلاف سنة.[بحاجة لمصدر]
كما عثر[أين؟] على كمية كبيرة من الأدوات المصنوعة من معدني الليثيوم واستخرجت المكاشط والصفيحات وقطع الصوان من طبقات المعادن بالإضافة إلى بقايا جثث حيوانات ذلك العهد.[بحاجة لمصدر]
ولكن الباحثين لا يعلمون الشيء الكثير عن المدة التي تفصل بين حياة أولئك الذين عاشوا في عصر ما قبل التاريخ وبين حياة سكان منطقة التيطري الذين يشهد التاريخ بأنهم من أوائل سكان هذه المنطقة غير انه قبل الاحتلال الروماني لأماكن محددة من الهضاب كانت هذه الأخيرة آهلة بالبربر وهؤلاء البر بر الرحل كانوا في تنقل مستمر في الهضاب العليا بحثا عن المراعي.[بحاجة لمصدر]
لقد عرفت الشلالة الحياة البشرية منذ العصور الحجرية القديمة. تثبت ذلك الآثار المكتشفة من بقايا العظام والأدوات الحجرية التي تعود إلى الفترة القفصية، [بحاجة لمصدر] كما أسفرت بعض الحفريات عن اكتشاف أدوات تعود إلى العهد الأشولي المتطور منها الفؤوس وبعض الحجارة والصناعة الطينية، وقد عثر عليها في واد ربيح قرب شمال المدينة، [بحاجة لمصدر]

### الفترة النوميدية
في العهد النوميدي أخذت اسم تيالت -tialet-.

### الفترة الرومانية
- الرومان من 150 ق.م إلى 450 م
- الوندال من 440 إلى 535 م
- البيزنطيون من 538 إلى 630 م.

النظام الدفاعي لإفريقيا الرومانية يظهر أوزيا ورابيدوم

قبل أن يمتد النفوذ الروماني إلى المنطقة كانت تشكل جزءا هاما من مملكة نوميديا، التي كان على رأسها البربر الرافضين للوجود الروماني. وقد قاد الزعيم البربري تاكفاريناس ثورات عارمة ضد الرومان خاصة بمنطقة الشلالة سور الغزلان البرواقية التي جعل منها نقطة إستراتيجية في خططه الحربية.
وقعت المنطقة تحت وطأة الحكم الروماني في القرن الأول الميلادي، وقد شكلت في هذه الفترة مركزا عسكريا رومانيا، ومما يدل على ذلك العثور على قلادات عسكرية في الجنوب الغربي للمدينة وكذلك في حي الزعترية وغيرها.
يعتقد بعض المؤرخين الفرنسيين أن الشلالة بنيت على أطلال محمية رومانية اندثرت إثر غزوات الوندال في القرن الأول بعد الميلاد. كانت تسمى في العهد الروماني (كاسترا كاتاراكتا)"Castra-Cataracta" أي حصن الشلالات.
أصبحت الشلالة في نهاية القرن مدينة رومانية كباقي مدن موريطانية القيصرية مثل أوزييا (سور الغزلان) التي جعل منها سبتموس سوازيوس مستعمرة تسهل الانتقال نحو الجنوب والغرب كما شيدت مدينة رابيديوم (جواب) وتانارموزا (البرواقية).
تعتبر الشلالة بدون منازع المحطة الرومانية الأكثر بروزا في المنطقة.(كلام العقيد فيكس سنة 1887)
تحتل الأطلال موقع السوق الشعبية (مركز المدينة في القرن 19 م) الذي ينعقد في هذا المكان كل يوم خميس فوق نبع الشلالة الرائع (عين الشلالة)، حيث توجد الكثير من آثار جدران وتيجان أعمدة وقواعد أعمدة وجرار ضخمة من الحجر.
وكدليل أيضا على هذه الفترة المهمة في تاريخ الشلالة هو مقبرة الغربية المكتشفة سنة 1885 من طرف عمال عسكريين أرسلهم العقيد فيكس، قائد المقاطعة. إذ أثبت الباحثون وجود مدينة قديمة في هذا الموقع تعود إلى قبل ظهور المسيحية وقد عثر على شواهد تترجم معتقدات وطقوس دينية سادت في مجتمعات الإنسان البدائي، المدينة ضيقة بسبب وقوعها فوق جرف صخري ولا يزيد امتدادها من الشرق إلى الغرب عن كيلومتر واحد.
من قلالي إلى الشلالة لا توجد، على منحدرات جبل آفول، سوى بعض بقايا لأطلال.
لقد كانت الشلالة بدون منازع المحطة الرومانية الأكثر بروزاً في المنطقة. تحتل الأطلال موقع السوق العربية الذي ينعقد في هذا المكان (مركز المدينة) كل يوم خميس فوق نبع الشلالة الرائع (عين الشلالة). لم تكتشف أية كتابة، ولكن توجد الكثير من آثار جدران وتيجان أعمدة وقواعد أعمدة وجرار ضخمة من الحجر.
تقع الشلالة على نفس خط طول جواب (رابيدي): بدون شك كانت توجد طريق رومانية تربط بين هاتين النقطتين، وبالفعل بالسير نحو الشمال باتجاه سور جواب نعثر على العديد من الأطلال لمنشآت رومانية نذكر من بينها أطلال واد المالح وواد قطيرينة.تكثر الأحجار المصقولة، وإلى الشمال من ذلك بقليل وإلى الغرب نجد الأطلال المسماة كرمة أولاد بوزيان بالقرب من منابع كثيرة.و نجد نقوشا وكتابة على القبور إلخ...

### الفتح الإسلامي
إن الموقع الإستراتيجي للمنطقة جعل منها قطباً هاماً في الحياة السياسية والاقتصادية للعديد من الدول الإسلامية التي تعاقبت عليها، إذ أصبحت رستمية سنة 787 ميلادية إلى غاية 902 ميلادي، ليتولى الفاطميون الشيعة مقاليد الحكم بالمنطقة بعد طرد الرستميين الخوارج إثر تحالف الفاطميين مع قبيلة صنهاجة.
كذلك أسَّس بنو برينان الزناتيون إمارة هاز على الطريق التجاري بين المسيلة وتاهرت وهذه الإمارة تنتسب إلى بني محمد بن سليمان بن الحسن بن علي بن الحسين بن علي بن أبي طالب فمنطقة شلالة العذاورة كانت ضمن إمارة هاز العلوية، وعاصمتُها مدينة هاز التي يُرجّح المؤرخون أنّها بالقرب من مدينة شلالة العذاورة أو هي مدينة الشلالة نفسها.
دخلت المنطقة في القرن العاشر ميلادي تحت الحكم الصنهاجي بقيادة زيري بن مناد الذي عينه الخليفة الفاطمي الثاني أبو القاسم القيم[بحاجة لمصدر] حاكماً على تيهرت، وفي سنة 960 م قام زيري بن مناد بجعل مدينة آشير غرب شلالة العذاورة عاصمة لملكه والتي أصبحت عاصمة لمنطقة التيطري.
بلغت مدينة آشير خلال الحكم الزيري درجة الذروة في الازدهار العلمي والاجتماعي، جذبت العلماء من كل جهة وقصدها الشعراء والرحالة من كامل الأمصار، كما شهدت الحياة الدينية والروحية إشعاعا فائقا.
عززت منطقة آشير تطورها وازدهارها لتصبح مركز إشعاع في المغرب وبعد زوال الحكم الزيري في القرن الحادي عشر حلت محلها شعوب دول أخرى منها: الهلاليون والمرابطون، ثم الحفصيون في القرن الثاني عشر.
الدولة العثمانية
في العهد العثماني أخذت اسم شلالات العذاورة ثم خميس العذاورة.
من عام 1500 إلى عام 1830
إن الغياب الكامل للوثائق وقلة الدقة الذي تتميز به التقاليد المحلية، والتي هي زيادة على ذلك شديدة الغموض، تجعل من المستحيل، في الوقت الراهن، كتابة تاريخ الحكم التركي في ناحية ديرة والحوض الأعلى للحضنة.
نعرف أنه كان للأتراك باي في المدية إذ، قبل الاحتلال الفرنسي، كان العذاورة وأولاد عبد الله وبدون شك أولاد سيدي عيسى وأولاد علي بن داود كانت كلها تابعة لوطن ديرة وهو جزء من بايلك المدية.
في تلك الفترة كانت السلامات وهي جزء من عريب مستقرة في واد المعمورة على أراض تابعة للبايلك تشكل جزءا من نفس الوطن.
أما أولاد سيدي هجرس الذين كانوا مرتبطين بسكان الحضنة السفلى، فلم نتمكن من جمع أي معلومة مؤكدة عن الوضعية التي خصوا بها تحت حكم الأتراك. أما أولاد عبد الله التي كانت أقوى حينذاك، فكانت قبيلة مخزن أي معفاة من الضرائب دون شرط المشاركة في الحملات العسكرية التركية.
في منطقة أومال (سورا لغزلان) نصب الأتراك نوبتين تضم كل واحدة منهما «زفارتين» وتتكون كل«زفارة» من 23 رجلا.
النوبة الثانية كانت متمركزة في جبل ديرة أي في المكان الذي توجد به مدينة أومال حاليا (...).
في عام 1830 كان باي التيطري هو مصطفى بومزراق وكانت ديرة تابعة له. قام هذا الباي بعدة جولات في دائرة أومال وعلى الخصوص في العذاورة. ويتحدث الأهالي المعاصرون عن الحملات التركية في بلادهم ولكن لا يستطيعون ذكر التواريخ، ولو بالتقريب. ويجهلون أسماء البايات، وقادة العسكر (إلخ)و لا يتحدثون عن اللقاءات التي يختصون فيها أنفسهم، على العموم، بالأدوار الجميلة. لأن الترك، بالنسبة لهم، هم كذلك المضطهدون (بكسر الهاء).و يقدر أن الأتراك قدموا إلى أولاد علي بن داود على الخصوص، مرتين. وفي الشلالة يحتفظ تل صغير باسم معسكر الباي مصطفى.
وفي الأخير، حسب رواية غير مؤكدة، جرت معركة بين الأتراك والعرب في المكان المسمى ذراع عريب في أولاد سيدي هجرس.
في بوغني، إلى شمال من دائرة أومال سابقا، كانت القيادة في عام 1830، لموظف يدعى يحي أغا باي الأتراك، وقد ترك ذكريات في المنطقة.
كان الحكم التركي هشا على الدوام في سهل واد اللحم، إذ كانت القبائل العربية هناك تتمتع باستقلال شبه تام، غير أنها كانت تدفع الضريبة عندما تأتي الطوابير التركية إلى الناحية.

### الاحتلال الفرنسي
في العهد الفرنسي أخذت اسم Chellala Des Adaouras ثم Maginot.

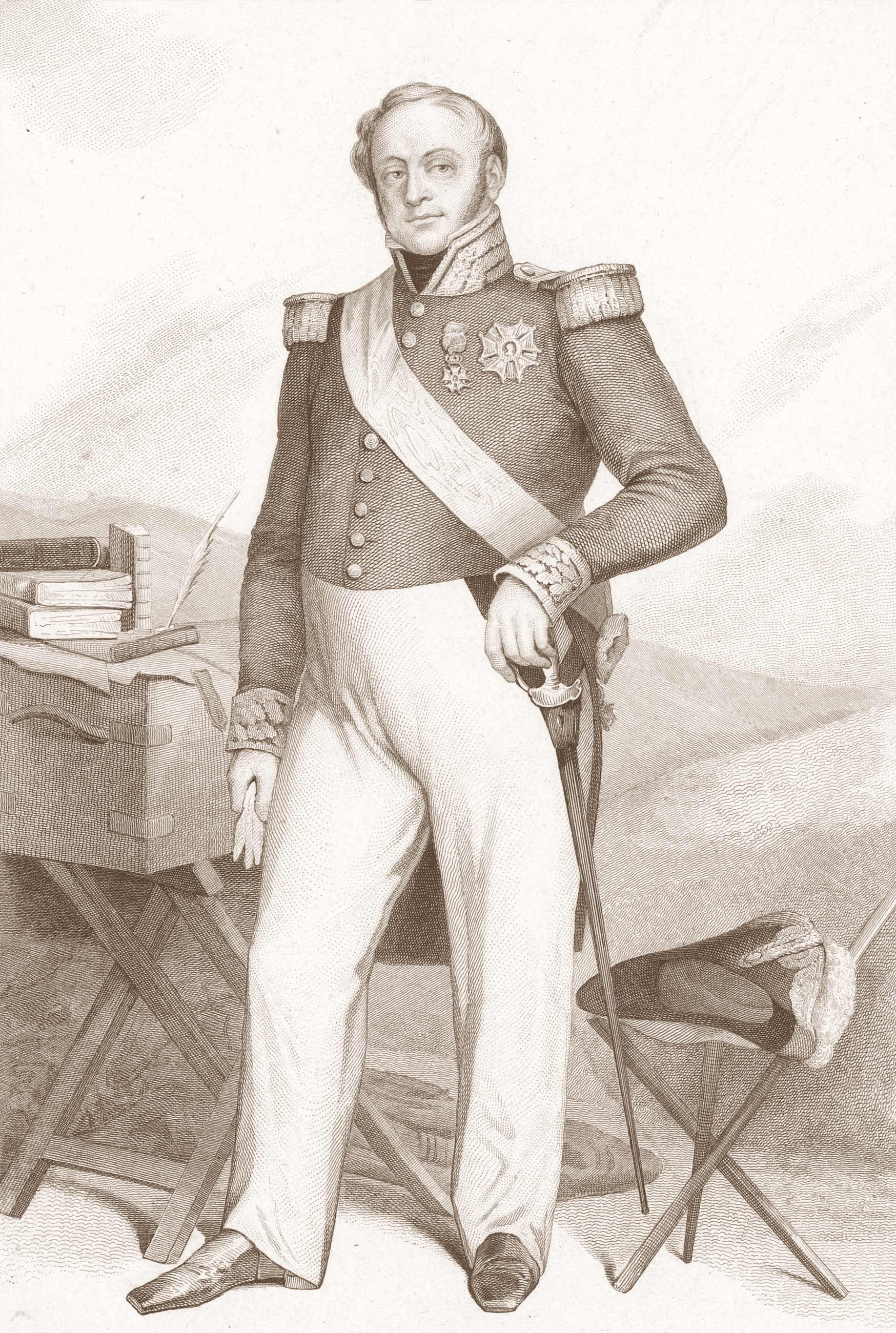
لوحة للماريشال كلوزيل رسمها شامبمارتان

بعد سقوط مدينة الجزائر في جويلية 1830 م واقتحام القوات الفرنسية لمقر الداي حسين وإحكام قبضتها على المدن الساحلية، قرر الماريشال كلوزيل حاكم الجزائر إرسال قوة عسكرية إلى المنطقة من أجل احتلالها ومعاقبة قادة الثورات الشعبية في هذه المنطقة، إلا أنهم جوبهوا بمقاومة عارمة.
في هذه الفترة برز في الغرب الجزائري الأمير عبد القادر الذي تبادر إلى ذهنه توسيع دولته نحو الشرق فدخل إلى مليانة، ثم واصل طريقه نحو المدية، ولكن بعد استيلاء جيش الاحتلال على مدينة المدية أرغم الأمير على الانسحاب نحو الجنوب، حتى بلوغه منطقة شلالة العذاورة.

### ثورة بوبغلة
نجح محمد لمجد بن عبد المالك المدعو بوبغلة في تفجير الثورات حيثما حل منطلقا من الغرب الجزائري، ليصل إلى شلالة لعذاورة (التيطري)، ليستقر في منطقة زواوة (القبائل) أين قاد ثورة عارمة بمشاركة لالة فاطمة نسومر خلال فترة (1851- 1854 م).

### حقبة ثورة التحرير
أثناء الثورة الجزائرية كانت الشلالة معقلا للكثير من المستوطنين الأوروبيين الذين تمتعوا بحماية الجيش الفرنسي أما الأهالي فقد كان معظمهم يعيش في المداشر والأرياف. شهدت المنطقة ابان ثورة التحرير الكبرى معارك هامة ساهم أبناء المنطقة فيها من أهمها
- معركة الكاف الأخضر
- معركة قرقور 5 كلم شمال المدينة بقيادة الرائد سي لخضر حيث اسقطت فيها طائرة للعدو وتكبد خسائر في الارواح والعتاد. كما شهدت هجوما بالأسلحة نصف الثقيلة من طرف جيش التحرير في وسط المدينة على ثكنة عسكرية وقد تم انسحاب المجاهدين بنصر مؤزر لكنها كانت مقدمة لمعركة جبل بولقرون
- معركة كاف افول
- معركة جبل بولقرون شمال شلالة العذاورة التي استشهد فيها الرائد سي لخضر وضريحه موجود هناك (10 كم شمال المدينة) بالقرب من الطريق الوطني الرابط بين شلالة العذاورة وبلدية جواب نحو العاصمة.
- معركة ضاية الطرفة جنوب شلالة العذاورة

كما استشهد بالمنطقة قائد الثورة الرائد سي لخضر وبو البداوي المختار وعلي البسامي وغيرهم كثير.
أطلق عليها المستعمر الفرنسي أيام الثورة اسم حفرة الأفاعي، حيث سببت له الكثير من المتاعب والآلام ووجد صعوبة في السيطرة على مسالكها وعجز عن ترويض أهلها. كرد فعل من طرف المجاهدين أطلق عليها اسم ربوة الأسود، اعترافا بفضل أهلها ودورهم الفعال في احتضان الثورة، حيث قدمت المنطقة أكثر من 1000 شهيد.

### بعد الاستقلال
بعد الاستقلال أعيد تسمية المدينة باسم شلالة العذاورة وتم اعتمادها من قبل أول رئيس بلدية عينه جيش التحرير الوطني بعد الاستقلال مباشرة وهو المجاهد الحاج محمد الحسن طهاري سليل زاوية سيدي النذير.

## الجغرافيا والمناخ

ساحة الوئام

تقع البلدية بسلسلة جبال التيطري ضمن الهضاب العليا. ترتفع بـ 1.200 م عن مستوى سطح البحر وذلك بقمة كاف الطير. تضاريس المنطقة متنوعة وتتميز بالأودية والجبال والتلال والمضائق وتتكون من 05 مساحات جغرافية:
1. الربوة المركزية أو هضبة التيطري مدينة الشلالة وما جاورها.
2. النهاية الشرقية لجبل تيطري (الكاف الأخضر) وسهول تافراوت.
3. المنخفض الجنوبي لجبل ديرة وسهول زملان.
4. الجهة الجنوبية لجبال التيطري وسهول الزبارة.
5. سلسلة جبال كاف آفول وسهول معاش.

تتميز بمناخ قاري، بارد شتاء، معتدل ربيعا وحار صيفا، تصل كمية الأمطار إلى 500 مم سنويا خاصة في ديسمبر، يناير وفبراير مع موسم جفاف يستمر لأكثر من 04 أشهر. تشهد المنطقة مواسم لتساقط الثلوج لا تستمر لفترة طويلة (لا تتجاوز 10 أيام). كما أنها تغطي عادة مرتفعات الثنية، القرن وكذلك الربوة المركزية لمدينة الشلالة وما جاورها وخاصة حي الزعترية.
من وجهة النظر الهيدروغرافية شكل إقليم العذاورة دائرة أومال جزءا من حوض الحضنة الداخلي. فإذا استثنينا بعض المجاري المائية القليلة الأهمية، التي تجري، في العذاورة، صوب الشمال الغربي نحو يسر والبحر، فإن كل المسيلات (التانوية) تأخذ مياه الأمطار إلى واد اللحم أو رافده الرئيسي واد السبيسب ومن هذين الخندقين تصبها في شط الحضنة.
الانحدار العام للسطح إذن يتجه من الشمال الغربي إلى الجنوب الشرقي.
الضفة اليسرى لوادي اللحم جرداء وخالية من الغطاء النباتي. أما الضفة اليمنى فيوجد بها تتابع لفيوض قليلة التضرس وضايات يغطيها نبات السدرة، وأخيرا تلال صخرية حيث يعثر على الحلفاء.
كل الأهالي في هذا الإقليم مزارعون ورعاة رحل.

## السكان
ان مدينة الشلالة يقطنها الخواذرية والعذاورة الذين يتواجدون بغالبية عظمى من 16 عرش وكذا بعض الأقليات من عروش أخرى من سكان جواب وأولاد زنيم والبراردة والسحاري والمويسات وأولاد علي بن داود وأولاد علان واولاد سيدي عيسى....كما توجد اقلية معتبرة من القبائل.

## الاقتصاد

### الصناعة
تنتشر عبر المنطقة وحدات صناعية تدعم النشاط الاقتصادي بها وتجعلها قطبا مهما، إلى جانب نشاطات حرفية، مصانع المواد الغذائية ومطاحن الحبوب موزعة على المنطقة، وكذلك ورشات النسيج والتفصيل والخياطة للخواص بالشلالة وهي موزعة عبر أحياء المدينة وخاصة حي كاف الطير العتيق.

### الصناعة التقليدية

آنية تقليدية

الصناعات التقليدية بالمنطقة ذات طابع محلي وفني أصيل تعود جذورها إلى عهد قديم توارثته الأجيال وما تزال تصاميم هذه الصناعات تجسدها أنامل أبناء هذه المنطقة منها: الجلد – اللباس التقليدي (البرنس، القشابة، الزمالة...)، المجبود، السراجة، الخزف الفني، غزل الصوف، صناعة الحلي من ذهب وفضة، الأواني الطينية الفخار، الزخرفة وغيرها.
إلى جانب صناعة النسيج التي عرفت هي الأخرى توسعا ورواجا كبيرين نظرا لارتباطها هي الأخرى بأغراض نفعية من لباس وفراش حتى ذاع صيت بعض مصنوعاتها على المستوى الوطني كزربية«كاف الطير» الأصلية والتي تشتهر بهامنطقة «شلالة العذاورة»، وهي عبارة عن نسيج خشن من الصوف الطبيعي أو المصبوغ يتميز بحاشية تتألف من أشرطة متوازية في حين تنتشر على طول مساحة الزربية زخارف زهرية وهندسية متنوعة
تمارس في المؤسسات التكوينية ولا زالت حتى بالمنازل، نذكر منها: المجبود، الأواني الطينية، الطرز، السراجة، الفخار، صناعة الجلود، اللباس التقليدي (القشابية، البرنوس، النسيج، الحنبل) وبخصوص الحرفيين في مجال الأعمال الحرفية، فهي في توسع مستمر وتساهم في النمو الاقتصادي والاجتماعي للمنطقة.
ما زالت صناعة الحلي في الشلالة تتوارث أبا عن جد وهي الصناعة التي ساعدت سكان الهضبة على العيش والتأقلم مع ظروف البيئة ففي القدم كان الحرفي يستعمل موقدا يحفر له في الأرض واليوم يستعمل وعاء قدره بعض الليترات وسندنا حجمه 30 في 10 سم وقوالب حجمها 10 في 5 سم ومطرقة وملقطا وحصبة وقطعة حديدية ليساوي ويصقل محتوى القالب وكذلك مبردا وأحيانا زقا أو منفاخا.
غير أن صناعة الحلي ليست من اختصاص العذاورة كلهم بل من اختصاص فرع منهم فقط وهم فرقة المعاليم الذين يبرعون في صناعة الفضة خاصة.[بحاجة لمصدر]

### الفلاحة

الفلاحة في شلالة العذاورة

يختلف نمط الزراعة ما بين فلاحة جبلية شمالا ومساحات سهبية جنوبا، تتوسطها السهول الداخلية والهضاب. لهذا فإن نوع الفلاحة المتبع يميل إلى تربية المواشي مع هيمنة الزراعات المتنوعة، المحاصيل الكبرى وتربية الدواجن.
يعتبر إقليم معاش أكبر منطقة فلاحية حيث أنه شهد دعما كبيرا ومن أهم محاصيل هدا الإقليم الجزر واللفت والبطاطا ومن الفواكه المشمش والرمان.
ويعتبر القمح والشعير من أهم محاصيل منطقة الشلالة الزراعية بالإضافة إلى اصناف كثيرة من الفواكه كالمشمش بمنطقة زملان والرمان بمنطقة الزبارة، وكذا تمتاز بمناطقها الرعوية حيث تشتهر بتربيتها للإغنام
لكونه يساهم في تشغيل أكثر من 60٪ من الأيدي العاملة، فإن القطاع يعد من بين أهم القطاعات الاقتصادية في المنطقة.
الطابع القانوني للأراضي الفلاحية يبين هيمنة القطاع الخاص (84٪ من الأراضي الصالحة للزراعة) ومستثمرات تشغل الأراضي العمومية الخاصة بالدولة (أي 16٪ من مجموع الأراضي الصالحة للزراعة).
بالإضافة إلى كثرة الينابيع والسواقي في المنطقة هناك ثلاث سدود هامة بالمنطقة لدعم القطاع الزراعي:
1. سد شعبة الثنية.
2. سد وادي اللحم.
3. سد قرقور على المخطط.

الإنتاج النباتي:

سد الثنية

- الحبوب الشتوية: تتربع على مساحة 11000 هكتار بنسبة 35٪ من المساحة الصالحة للزراعة بمتوسط إنتاج سنوي قدره 0.12 مليون قنطار.
- الأشجار المثمرة: تمثل 2000 هكتار بجميع أنواعها بمتوسط إنتاج سنوي يقدر بـ 45000 قنطار.

الإنتاج الحيواني:
- تقدر تربية الأغنام بـ: 85000 رأس تقريبا بمتوسط إنتاج للحوم يقدر بـ: 450 طن / سنة.
- تقدر تربية الأبقار الحلوب بـ: 1930 رأس ويعطي إنتاج متوسط قدره: 5 مليون لتر / السنة.
- تربية النحل: تعدادها حاليا 5800 خلية نحل وتعطي إنتاج متوسط يقدر بـ: 150 قنطار / سنة.

### السياحة
تملك البلدية إمكانيات سياحية كبيرة، إمكانيات طبيعية تساعد على بروز عدة أنشطة سياحية كالصيد، السياحة الجبلية، التجوال والتخييم وهي مدعمة بمرافق وهياكل سياحية منها:
- حمام العناصر بشلالة العذاورة على الطريق الرابط بين الشلالة والبيرين.
- حي كاف الطير العتيق الذي يزخر بمناضر باهرة منذ عهد الدولة النوميدية.
- بيت الشباب بشلالة العذاورة.
- عفسة الجاهل وهي بصمة قدم لإنسان من عصور ما قبل التاريخ على كتلة صخرية على الطريق الرابط بين الشلالة وعين القصير.
- غرفة شويحة أو غار شويحة على قمة جبل القرن (قرين العذاورة كما يعرف في كتب التاريخ) 4 كم جنوب مدينة الشلالة.

تملك البلدية رصيدا ثريا من الآثار منها:
- الحصن العسكري الذي يأوي حامية رومانية والمصادر المكتوبة القديمة تذكرها ويقولون عنها شرفة الجنوب، وهو معلم غير مصنف.
- المقبرة عثر عليها بالصدفة عند القيام بالأشغال في حي الغربية وترجع إلى عدة قرون قبل ظهور المسيحية في الجزائر كما (جثث كانت أكثر ضخامة بمقارنة الهيكل العظمي بالإنسان الحالي).
- مدينة الشلالات[7]

### التجارة

#### السوق الأسبوعي
أنشأ العذاورة سوقهم الأسبوعي كل خميس منذ أكثر من خمسة قرون وقد ضل مهرجانا ثقافيا واقتصاديا طيلة الحكم العثماني للجزائر حيث طغت تسمية خميس العذاورة (أو خميس الشلالة) على الاسم القديم لعاصمة العذاورة مدينة الشلالة النوميدية. يقام السوق الأسبوعي يومان : الأربعاء والخميس.

#### الدلالة
(تجار متجولون شهود على حقبة من الزمن): تجارة يمارسها المئات من أرباب العائلات والشباب البطال المنحدر من مناطق ريفية
وقد تحول هذا النشاط التجاري مع مرور السنين إلى وسيلة عيش يمارسها المئات من أرباب العائلات أو الشباب البطال المنحدر معظمهم من المناطق الريفية التابعة لدائرة شلالة العذاورة (maginot). وأجبر هؤلاء الشباب في ظل نقص فرص العمل على المستوى المحلي على ممارسة هذه المهنة المتعبة وذات الكسب القليل. كما تعد (الدلالة) إحدى أنواع التجارة الجوارية المتسلسلة والمقننة بحيث غالبا ما هي مراقبة من طرف التجار الأثرياء الذين يعملون على تأجير مجموعة من الباعة بالجملة لبيع أكبر كمية من السلع المقتناة من طرف بائعي الجملة، وفي بعض الأحيان من مستوردي السلع. ويتمتع هؤلاء الباعة المتجولون والذين غالبا ما يعرفون لدى المواطنين من مركبتهم الزرقاء أوالرمادية اللون بمهارة كبيرة في مجال التجارة وحنكة مهنية. غالبا ما يستقر هؤلاء الباعة المتجولون والمشكلون من مجموعة صغيرة تتكون من ثلاثة إلى أربعة أشخاص في مدينة ما لفترة قد تدوم إلى غاية شهر أو أكثر، وذلك في حال انتعاش تجارتهم. وتكون تكاليف طيلة هذه الأيام التي يقضيها الباعة المتجولون وهم يعرضون سلعهم بمختلف مناطق البلاد من أكل وإيواء على حساب المستخدم. الباعة المتجولين الذين لايزالون يجولون من دون ملل مختلف المدن والقرى الجزائرية لكسب قوتهم منذ أكثر من خمسين سنة. وقد شرع في مزاولة هذه المهنة منذ القدم وتطورت سنوات السبعينيات وهي الفترة التي عرفت رواج بيع التحف العتيقة. ويتم استقدام السلع المعروضة من ورشات الإنتاج من طرف مجموعة من الباعة من مدينة «شلالة العذاورة» ليتم بيعها بمختلف مدن البلاد. كما زاولوا بعدها نوعا آخر من التجارة ويتعلق الأمر بالنسيج الصناعي الذي عرف فترة من الرواج قبل العشرية السوداء التي تراجعت فيها هذه التجارة بسبب الظروف الأمنية، الأمر الذي استدعى توقفهم عن ممارسة هذا النشاط والانتظار إلى غاية نهاية التسعينيات للولوج مجددا في هذه التجارة. ويلاحظ اليوم توافد الكثير من الشباب على مزاولة هذا النوع من التجارة بحيث تراهم يجولون الأحياء والشوارع والتجمعات السكانية الكبرى يستعملون التقنيات نفسها التي مكنت أسلافهم من تحقيق النجاح والربح، تجدهم يقترحون للبيع بكل سعادة مختلف أشكال الآلات المنزلية لربات البيوت التي غالبا ما تشكل زبونا مهما بالنسبة لهؤلاء الباعة المتجولين.

### المواصلات

الطريق السيار برج بوعريريج - خميس مليانة مرورا بشلالة العذاورة

يعتبر النقل أداة اقتصادية وعامل موجه لتنقل المسافرين ونقل البضائع، تشمل حظيرة نقل المسافرين بالمنطقة على 156 مركبة بقدرة استيعاب نظرية تبلغ 3900 مقعد تضمن الربط بين جميع المناطق الحضرية بشبكة 38 خط، بالإضافة إلى شبكة محددة بـ: 134 مركبة متمثلة في سيارات الأجرة، الشيء نفسه ينطبق على نقل البضائع الذي يوفر قدرة إجمالية دون احتساب النقل الخاص والمقدر بـ: 2400 طن. تتألف قنوات التوزيع والتسويق من مساحات واسعة ومتاجر صغيرة.
تتألف شبكة الطرق من:
- محورين رئيسيين من الطرق الوطنية يربطان الشمال بالجنوب (طريق وطني رقم 18B بين الطريق الوطني رقم 40 والشلالة نحو الجزائر العاصمة) وأخر يربط الشرق بالغرب (طريق وطني رقم 60A بين الطريق الوطني رقم 01 والشلالة نحو المسيلة) بمجموع 90 كلم.
- ثلاثة محاور رئيسية من الطرق الولائية بمجموع 80 كلم.
- خطوط هامة من الطرق البلدية بطول 200 كلم.

محطة النقل البري في الشلالة ترتبط بالعديد من الولايات مباشرة كولاية الجزائر، ولاية البليدة، ولاية البويرة، ولاية المسيلة، ولاية الجلفة، بالإضافة إلى مقر الولاية. داخل المدينة تعتبر حافلات النقل الجماعي من أكثر أنواع المواصلات شيوعا حيث تقدم خدمات النقل الحضري إلى العديد من المحطات داخل المدينة وأطرافها. ويوجد عدد لابأس به من هذه الحافلات لتقديم خدمات النقل في الشلالة.لكن مازال هناك عنصرية بين عددضئيل من الشعب الجاهل نسبيا.

## الهندسة المعمارية والتمدين
لقد اشتهرت شلالة العذاورة مثل بقية المدن الجزائرية التاريخية بفنون العمارة الإسلامية وشهدت فيها المساجد والبناءات العمرانية نموا ملحوظا بل وبرز من خلال هذا العمران أهمية الروح الإسلامية والطراز الهندسي الفاخر الذي تميزت به مساجد الشلالة كما هو حال مسجد التوحيد ذي الطراز المعماري الرائع ومسجد الامام علي والمسجد العتيق (الرحمة).
استعمل البناءون العذاورة في عمارتهم وسائل طبيعية محلية ووظفوا ما لديهم توظيفا موفقا في بناء المساجد التي تقدم النموذج الأمثل في العمارة والبناء الإسلامي بفنونه وزخارفه وطرزه الرائعة ناهيك عن العلوم وفنون التحصيل المعرفي الذي تميزت به شلالة العذاورة عبر تاريخها المجيد ولا تزال بهذا الصدد زاوية سيدي محمد الخيذر معلما دينيا وحضاريا وفكريا يشع على المنطقة بعلومه ورجاله ولا يزال دير سيدي النذير غارقا في متاهة الزمن وفيا لتدريس المبادئ القرآنية المتواصل على مر الأيام منذ تأسيسه في عصر الأمير عبد القادر الجزائري ولا يزال يتميز بتجديد حسن الضيافة وبالهدوء في ممراته المظللة والقبة التي تمثل قبر المؤسس والذي يرجع لها الفضل في تذكيرنا بعصور أخرى لا تزال تجيء دائما محملة بالإشعاع والعلم والفكر.
لمدينة شلالة العذاورة عالمها الخاص رائحة التراث وعبق الماضي، السيوف والبرانس وحلي العرس وهدايا تذكارية لا تنسى.
منطقة الشلالة قطب سياحي تحتاج إلى اهتمام السلطات ونفض الغبار عنها (اثار إسلامية ورومانية وحتى من العصر الحجري) وخاصة حي كاف الطير العتيق رمز الشلالة وهي منطقة فلاحية ومدينة تجارية - كما أن في شلالة العذاورة ورشات للقطاع الخاص تتمثل في النسيج والخياطة والتفصيل.

### المساجد والزوايا
خلال الفترة العثمانية شهدت ظهور عدد من الزوايا زيادة على أهدافها الأساسية لعبت دورا هاما في الحفاظ على الهوية الوطنية وتكوين نخبة محلية، إضافة إلى ذلك تقديم نشاطات ذات طابع اجتماعي لفائدة السكان منها:
- زاوية سيدي امحمد الخيذر.
- زاوية سيدي النذير.
- زاوية سيدي سعيد.

تزخر المنطقة بالعديد من المساجد التي لها تاريخ نذكر منها:

مسجد الامام علي

1. مسجد الرحمة (العتيق) بوسط المدينة.
2. مسجد علي بن أبي طالب (حي أول نوفمبر).
3. مسجد التوحيد (حي الأمير عبد القادر).
4. مسجد أبي بكر الصديق (حي النصر).
5. مسجد أبي أيوب الأنصاري (حي هواري بومدين).
6. مسجد عبد الحميد بن باديس (حي 5 جويلية).
7. مسجد التوبة (حي 20 أوت).
8. مسجد الغفران (القطب الحضري حي غزة).

### أبواب المدينة
مدينة الشلالة القديمة لها 4 أبواب وهي:
1. باب تافراوت.
2. باب زملان.
3. باب الزبارة.
4. باب معاش.

### أحياء المدينة

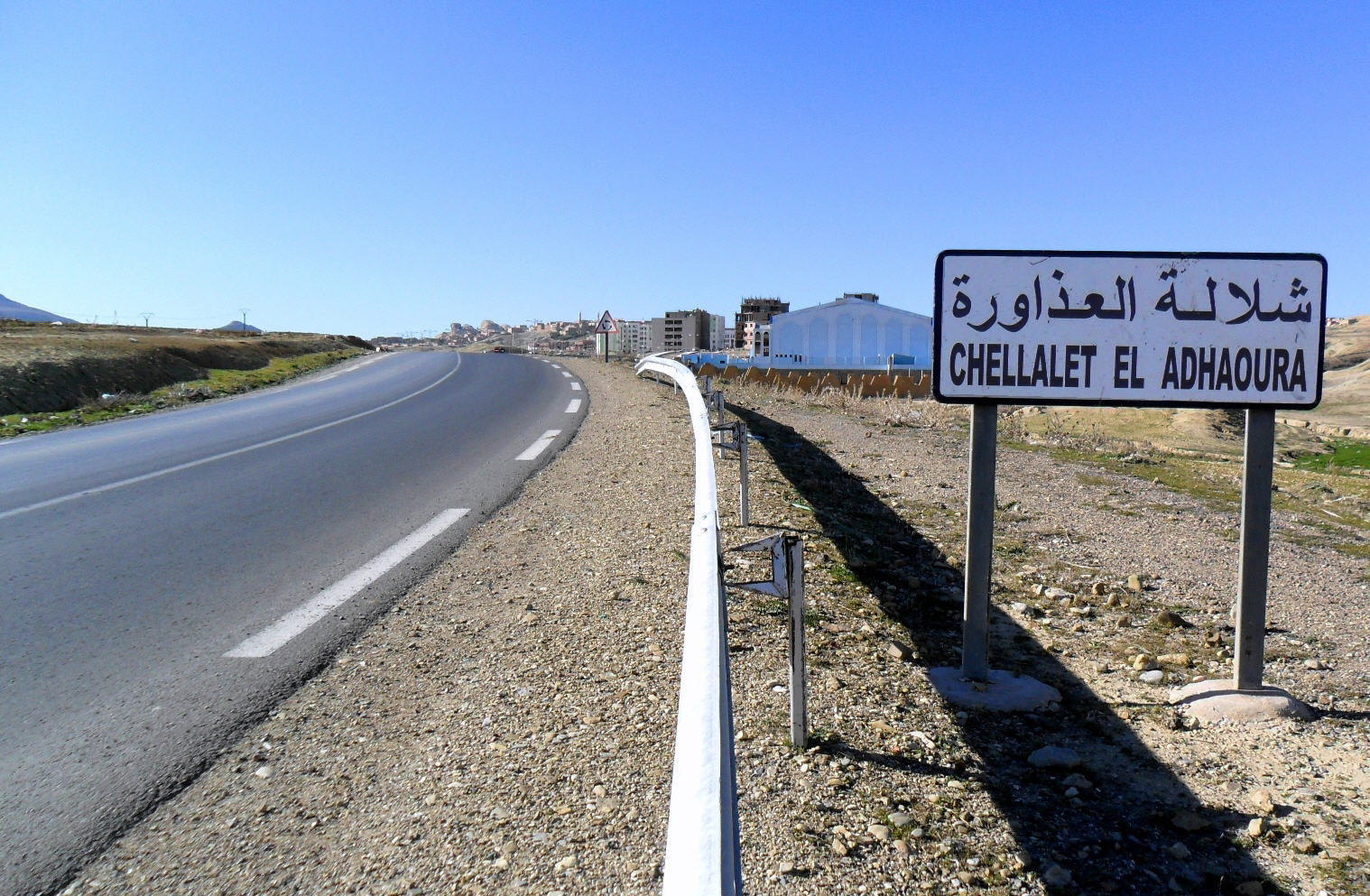

حسب التسمية الشعبية القديمة هي الفيلاج. كاف الطير. الغربية. جنان البايلك. ذراع الجواجة. حشاد. الشرشارة. الغابة. لمنيتنة. لمدرق. شعبة حمة. الكولون. سيتام.القرية. حي الزاوي. المرجة. بيت الشاوي. الوادي المالح. الدوامة.
تعتبر مدينة الشلالة ذات كثافة سكانية عالية إذ قدر عدد سكانها 57.214 نسمة عام 2008 م
وتحتوي أحياء شعبية كثيرة نذكر منها حي كاف الطير رمز الشلالة.
وحي أول نوفمبر بوسط المدينة يحوي ساحة الوئام وشوارعه الضيقة تشبه كثيرا احياء القصبة بالعاصمة وحي الثورة وحي الوئام وحي 20 أوت (طريق تابلاط) وحي الغربية (الورود)، وأيضا أحياء النصر والقدس و5 جويلية (جنان البايلك) والقرية (الأحلام) وحي الأمير عبد القادر وحي غزة (القطب الحضري).
حي الزاوي أقدم واعرق احياء

### العادات والتقاليد
تمتاز المنطقة بإحياء الوعدات لأولياء الله الصالحين وتقام بالمناسبة عبر المداشر والقرى بما يسمى الطعمة وترفق بألعاب الفروسية والأنغام والمدائح وذلك في مناطق معروفة في كل من شنيقل (وعدة سيدي سعيد) وتافراوت وعين القصير وغيرها بالإضافة إلى الأعراس والتقاليد في الزفاف، وغيرها من الولائم المصادفة للأيام الدينية والموسمية. ويشتهر سكان المنطقة بالكرم والضيافة.
بصمة المنطقة في أكلاتها الشعبية معروفة: كالعصبان، البركوكس، المقطعة (الرشتة)، البوزلوف، الكسكسي، الشخشوخة، الرفيس بنوعيه، القرنينة، بطاطا بالثوم، غمسة فول، تشكتشوكة، البغرير، الحسوة (المردود)، المسمن (السفنج)، المقروط، المطلوع (خبز الدار)، خبز الشعير (الرغدة)، المقلوث، المزة، المرمز، الفريك، وغيرها.
وتقاليدها الخاصة في الأعراس والوعدات وغيرها من المناسبات، والحلويات كالمقروط، التشاراك، مقروط اللوز، الغريبية، المسمن، البقلاوة، البغرير باللوز، البغرير بالزبيب، الرب، المثقبة، المعارك، وغيرها.

### الثقافة
هده المقولة الشهيرة “شلالة شلالتي … خليت فيها بنتي وعبايتي” للعلامة الراحل الشهير أحمد بن يوسف الملياني عاش أواخر القرن الرابع عشر وبداية القرن الخامس عشر.
تزخر مدينة الشلالة بتراث حضاري متنوع يعود لمختلف الحقبات التاريخية، فقد مرّت بها عدة حضارات متعاقبة من الفترة الرومانية إلى فترة الدويلات المستقلة فالعهد العثماني، ثم المقاومة الوطنية وأخيرا الفترة الحديثة، فهي بذلك تعتبر من المدن التاريخية والأثرية العريقة في الجزائر التي لعبت دورا هاما وفعالا في كل المجالات العلمية، والثقافية والحرفية...إلخ،
يقول أحد شعراء الملحون العذاورة في قصيدة طويلة نذكر منها هذه الأبيات:
وكذلك القصيدة التي يقول فيها صاحبها
للمنطقة هياكل ومؤسسات ثقافية ورياضية وترفيهية تمثلها دار الثقافة بشلالة العذاورة، القاعة المتعددة الرياضات بالقطب الحضري، المركب الرياضي الجواري بحي هواري بومدين، دور الشباب ببلديات المنطقة، وكذلك ملاعب كرة القدم، قاعات متعددة الخدمات للشباب، مكتبات عمومية، مدينة الملاهي بشلالة العذاورة.

### النشاط الجمعوي
اشتهرت بالمدارس والكتاتيب القرآنية كما تحتضن المدينة عدة جمعيات ناشطة في الحقل الثقافي، نذكر منها:
- 1)جمعية الإصلاح الثقافي والاجتماعي تأسست في صيف 1989 م وهي من أوائل الجمعيات المؤسسة في الجزائر في ظل الانفتاح (نشاطات خيرية، علمية وثقافية ورياضية)
- 2)جمعية الوفاء للإعلام الآلي (نشاطات علمية) دار الشباب لبلدية شلالة العذاورة
- 3)جمعية الوئام للإعلام الآلي والأنشطة الثقافية والعلمية (نشاطات علمية وثقافية) دار الشباب شلالة العذاورة
- 4)جمعية الجيل الصاعد للمسرح (نشاطات ثقافية) دار الشباب لبلدية شلالة العذاورة
- 5)الجمعية الخضراء لحماية البيئة (حماية البيئة) دار الشباب شلالة العذاورة
- 6)جمعية التراث والفلكلور (نشاطات ثقافية) دار الشباب شلالة العذاورة

## أعلام المنطقة
برز بها مصلحون ومفكرون وعلماء ورجال دين كما يذكر مبارك الميلي في كتابه تاريخ الجزائر  العالم أبو محمد عبد الله بن محمد الأشيري المحدث والفقيه (والذي ذكره ياقوت الحموي) المتوفي ببعلبك في سنة 561 هـ، ومنهم العالم الجليل عضو جمعية العلماء المسلمين الجزائريين عمر العرباوي، بل ان شلالة العذاورة لا تزال حتى اليوم موطن شعراء وموسيقيين وأدباء جزائريين كبار.
- أبو محمد عبد الله الأشيري نسبة إلى بلدة آشير. كان امام عصره في الفقه والحديث والأدب.
- الراوية الامام الحافظ موسى بن الحجاج بن ابي بكر الأشيري، كان له وزنه في بلاد الأندلس في مجال العلم.
- الشيخ عمر العرباوي عضو جمعية العلماء المسلمين الجزائريين.
- الأستاذ المفكر مصطفى الأشرف.

## الرياضة

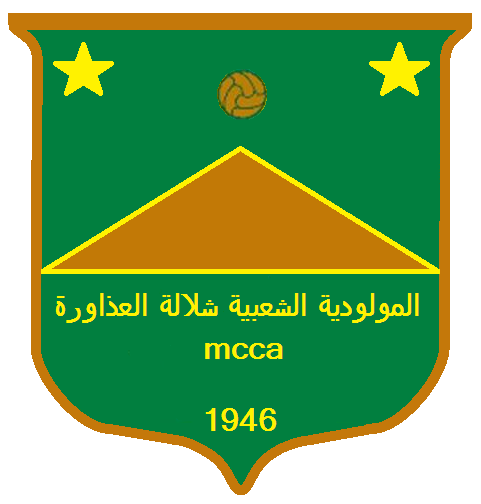
شعار فريق شلالة العذاورة

اشتهرت بفريق اتحاد الشلالة معتمدا اللون الأخضر والأبيض (تأسس سنة 1946 تحت اسم المولودية الشعبية لشلالة العذاورة MCCA)

## المؤسسات التربوية ببلدية الشلالة
- ثانوية يحي بن علية
- ثانوية الاخوة يسبع
- متوسطة ابن خلدون
- متوسطة البشير الإبراهيمي
- متوسطة محمدي عمارة
- متوسطة بن مسروق محمد
- متوسطة بوعياد أحمد
- مدرسة أولاد جحجوح
- مدرسة الحي التطوري
- مدرسة الشهداء
- مدرسة جلفاوي أمحمد - الثنية -
- مدرسة حجاج أحمد -الجنوب الشرقي
- مدرسة حي 20 سكنا
- مدرسة حي 245 سكن
- مدرسة حي المدرق
- مدرسة حي المسجدشنيقل
- مدرسة حي الملعب
- مدرسة حي كاف الطير الجديدة
- مدرسة دراجي قدور - عين البيضاء -
- مدرسة دهيمي محمد -المجمع المدرسي الجديد
- مدرسة طهاري محمد الشيخ
- مدرسة عبد الحميد بن باديس
- مدرسة لشرف قدور - حي الغابة -
- مدرسة بن عراب لخضر (البنات)
- مدرسة مزوزي العابد
- مدرسة ولد بوزيدي عبد العزيز - سكرة -
- مدرسة المدينة الجديدة